# 趙淵 (光緒進士)
趙淵（1857年—1913年），山西河曲縣人，清朝進士、中華民國政治人物。

## 生平
清朝光緒十六年，登進士，同年五月，著交吏部掣签，分发各省以知县即用。曾任四川安嶽縣知縣，升任重慶府知府。中華民國成立后，擔任黑龍江省民政長。1913年1月23日，改任山西省行政公署民政长。同年6月24日離任。
1913年，趙淵逝世。

## 家庭
有女赵娴清。